# Phare de Heist
Le phare de Heist appelé aussi le haut phare de Heist (Hooglicht en néerlandais) se situe avenue Royale, dans la commune néerlandophone de Knokke-Heist, dans la province de Flandre-Occidentale en Belgique.

## Histoire
Sa construction débute en 1905 alors que la ville de Bruges cherche une solution à l'ensablement de l’ancien bras de la mer du Nord, le Zwin.
Ce phare est l'une des toutes premières structures en béton de Belgique, la base et la lanterne de la tour sont décorées de briques dans le style Art nouveau très en vogue au début du XXe siècle. Il est une pièce maîtresse car première construction concrète et complète de ce genre du pays.
Le phare est mis en service en 1907 et fonctionne jusque dans les années 1970. L'élargissement du port de Zeebrugge ne justifie plus l'utilisation du phare qui s'éteint en 1977.
En 1981, le bâtiment est classé monument historique.
Soucieuse de préserver les deux phares de Heist, constructions de grande valeur sur le plan historique, la commune de Knokke-Heist et la société folklorique Scinfala, demandent au ministère flamand des Travaux publics, service des ports, de restaurer ces édifices le plus tôt possible. Knokke projette d'assumer l'exploitation des sites pour l'organisation de visites guidées de ces phares datant de l'entre-deux-guerres, et qui sont les derniers témoins du passé glorieux de Heist comme village de pêcheurs.

En 2004 sont lancés d'importants  travaux de restauration et en avril 2005, la nouvelle tour est inaugurée.
Dans un avenir proche, les autorités flamandes prévoient une longue passerelle La Lichtenlijn afin de sécuriser l'accès des piétons et relier les deux réserves naturelles  qui entourent le phare à Knokke-Heist, ainsi que les itinéraires cyclotouristiques du littoral et les itinéraires de l'arrière-pays.
La passerelle relie également les phares Groot Licht et Klein Licht.

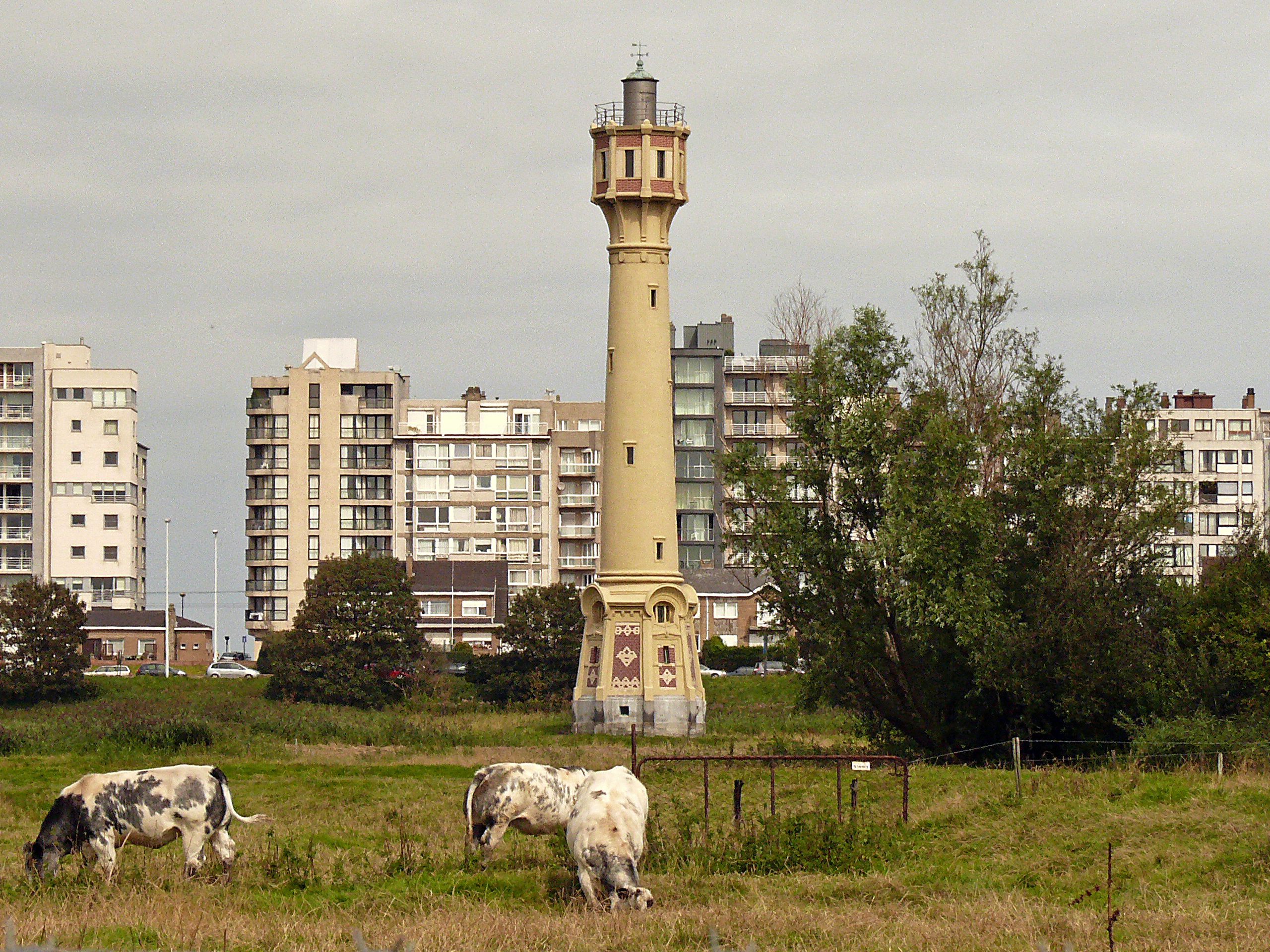
le grand phare de Heist
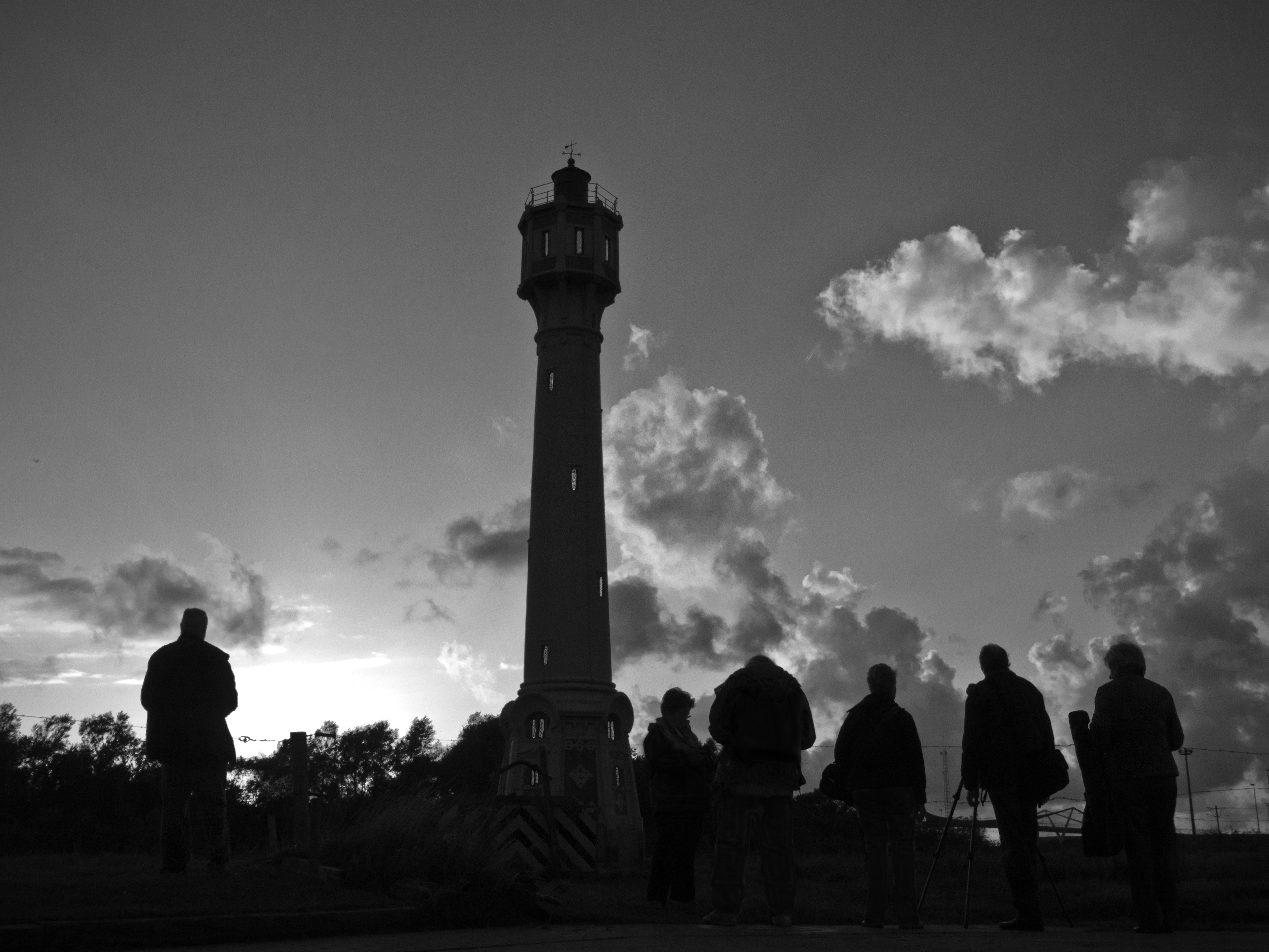
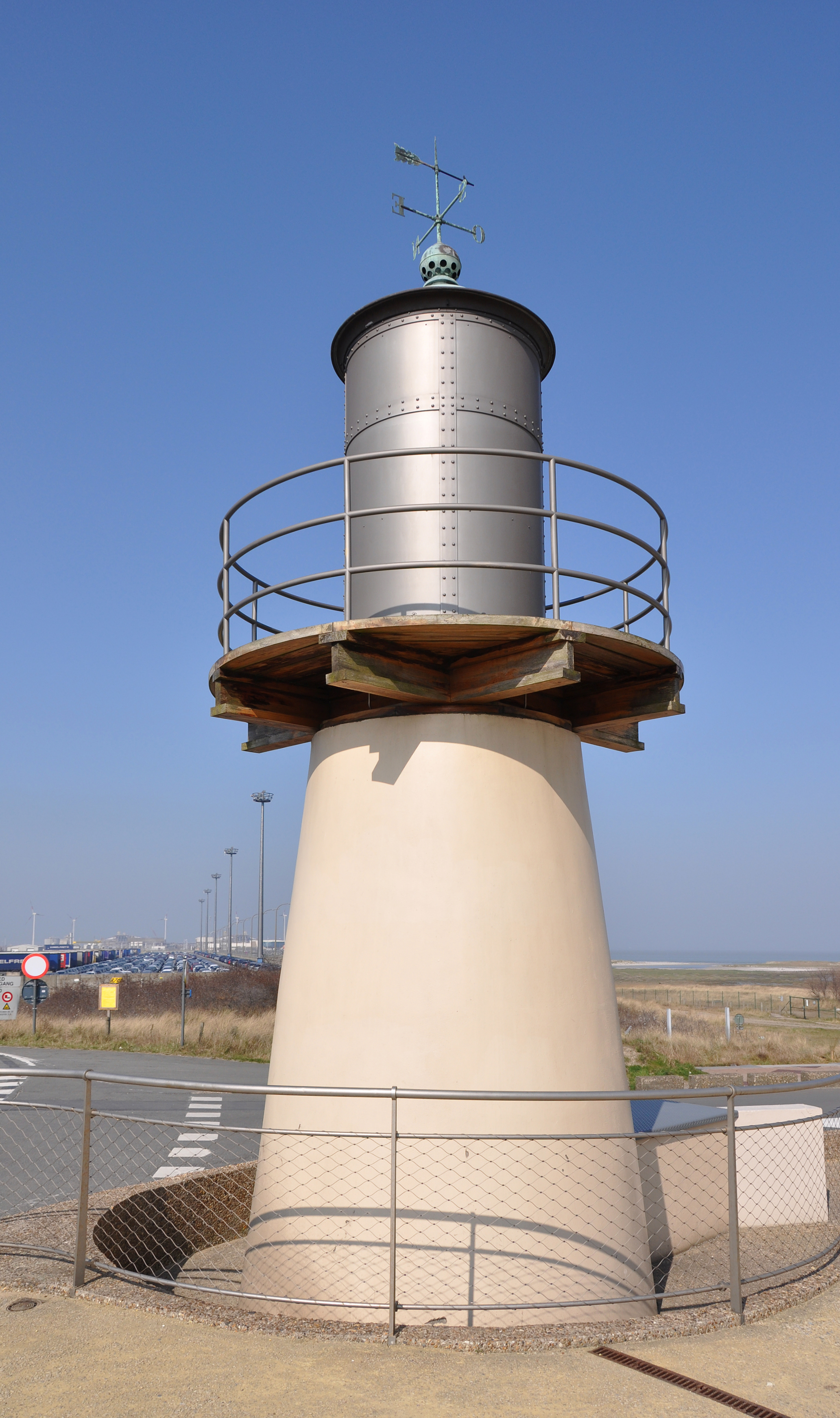
le petit phare de Heist